# Минамото-но Ёситомо
Минамо́то-но Ёсито́мо (яп. 源義朝, 1123—1160) — японский политический деятель и военачальник конца периода Хэйан. Старший сын Минамото-но Тамэёси. Отец Минамото-но Ёритомо и Минамото-но Ёсицунэ.

## Биография
Принимал участие в смуте Хогэн 1156 года на стороне Императора Го-Сиракавы против оппозиционеров, среди которых был его отец. За добытую победу получил 5-й младший чиновничий ранг и должность главы левой конюшни Императора (яп. 左馬頭, сама-но-ками).
Понимая, что Синдзэй (он же Фудзивара-но Митинори) хочет возвысить Хэйкэ и ослабить Гэндзи, готовил план свержения Синдзэя и Киёмори. Киёмори в этот же в этот момент возможно преднамеренно выехал из Киото, дав Ёситомо шанс на восстание.
Вместе с Фудзивара-но Нобуёри был одним из организаторов антиправительственной смуты Хэйдзи 1159 года. Однако был разбит отрядами Тайра-но Киёмори.
Убит собственным вассалом Осадой Тадамунэ в провинции Овари во время отступления в Восточную Японию.

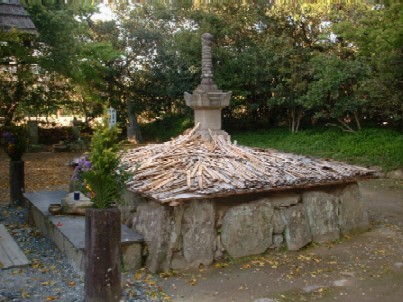
Могила Минамото-но Ёситомо